# Новітні музичні жанри
Новітні музичні жанри — це музичні стилі, що виникли у 2020-х роках, відображаючи нові тенденції, технології та культурні впливи. Деякі з них стали популярними завдяки соціальним мережам, експериментальним підходам продюсерів і діджеїв.

## Нігерійський круїз (Nigerian Cruise)
Нігерійський круїз — жанр, що виник у Нігерії та поєднує елементи афробіту, хіп-хопу та електронної музики. Він характеризується ритмічними бітами, мелодійними лініями та енергійними вокальними партіями. Цей стиль набув популярності завдяки своїй здатності об'єднувати традиційні африканські ритми з сучасними звуковими ландшафтами.

### Виконавці
- DJ Stainless — відомий своїми динамічними треками, які поєднують традиційні нігерійські мотиви з сучасними бітами.

```
 
DJ Stainless на YouTube
```

- DJ Cora — популярний діджей та продюсер, який активно просуває жанр нігерійського круїзу.

```
 
DJ Cora на Apple Music
```

## Аерофонікс (Aerophonix)
Аерофонікс — це інноваційний музичний жанр, який поєднує електронну музику з використанням цифрових духових інструментів. Цей стиль характеризується глибокими басами, ефірними синтезаторами та мелодіями, створеними за допомогою дихальних контролерів. Аерофонікс створює футуристичну та атмосферну звукову палітру.

### Виконавці
- BoB’s Tune Hub — проєкт, який впровадив жанр аерофонікс у маси, випустивши трек Synthetic Breeze, що став першим зразком цього стилю.

```
 
BoB's Tune Hub на YouTube
```

## Постгіперпоп (Post-Hyperpop)
Постгіперпоп — це еволюція жанру гіперпоп, яка включає експериментальні елементи та більш глибокі ліричні теми. Цей стиль характеризується використанням синтезованих звуків, спотворених вокалів та нетрадиційних структур пісень.

### Виконавці
- 100 gecs — дует, який став відомим завдяки своєму унікальному звучанню, що поєднує елементи гіперпопу та експериментальної музики.

```
 
100 gecs на YouTube
```

- Mareux — артист, який досліджує межі постгіперпопу, поєднуючи електронні елементи з глибокими ліричними темами.

```
 
Mareux на YouTube
```